# Záleský vrch
Záleský vrch (459 m n. m.) je vrch v okrese Trutnov Královéhradeckého kraje, ležící asi 1,5 km severně od obce Doubravice, na katastrálním území Zálesí u Dvora Králové a Lipnice u Dvora Králové.

## Geomorfologické zařazení
Vrch náleží do celku Jičínská pahorkatina, podcelku Bělohradská pahorkatina, okrsku Libotovský hřbet a podokrsku Hřibojedský hřbet.

## Přístup
Automobilem lze nejblíže dojet do Zálesí či k západní straně vrchu po silnici vedoucí z Doubravice na sever. Severovýchodním svahem prochází zelená turistická značka od vlakové stanice Dvůr Králové nad Labem do Bílé Třemešné.